# 二ツ室塚古墳
二ツ室塚古墳（ふたつむろづかこふん）は、栃木県大田原市小船渡（こふなど）にある古墳。形状は前方後円墳。小船渡古墳群を構成する古墳の1つ。大田原市指定史跡に指定されている。
本項では、二ツ室塚古墳の北にある観音塚古墳（大田原市指定史跡）についても解説する。

## 概要
栃木県北東部、那珂川右岸の段丘上に築造された古墳である。一帯では、段丘上において二ツ室塚古墳・観音塚古墳が、下位段丘に円墳9基が分布しており、小船渡古墳群を形成する。1974年（昭和49年）・1989年（平成元年）に発掘調査が実施されている。
墳形は前方後円形で、前方部を西北西方向に向けるが、後円部墳丘が先行して前方部墳丘は遅れて築造されている。墳丘外表では、後円部でのみ葺石が認められる。また墳丘周囲では、前方部前端において幅6メートル・深さ0.7メートルの周濠が検出されている。埋葬施設は、後円部・前方部における横穴式石室各1基である。いずれの石室も奥壁に巨石1・2枚を立て、側壁は川原石の小口積みによって構築されるが、平面形は後円部石室は羽子板状、前方部石室は胴張り形である。ただし後円部石室の羨道は一部が残るのみで、前方部石室の羨道は失われている。石室からの副葬品として、後円部石室では盗掘のため鉄鏃若干が検出されるのみであったが、前方部石室からは内反刀・鍔・鉄鏃・刀子・鉄環など多数の鉄製品が検出されている。
この二ツ室塚古墳は、古墳時代後期-終末期の6世紀後半-7世紀初頭頃の築造と推定される。本古墳含む小船渡古墳群は、那珂川対岸の銭室塚古墳とともに那須地方の古墳圏の北端に位置する古墳になる。
古墳域は1966年（昭和41年）に湯津上村指定史跡（現在は大田原市指定史跡）に指定されている。

## 遺跡歴
- 1966年（昭和41年）2月15日、湯津上村指定史跡に指定（現在は大田原市指定史跡）[2]。
- 1974年（昭和49年）、栃木県史編纂事業に伴う発掘調査（栃木県教育委員会、1975年に概報刊行）[2]。
- 1989年（平成元年）、道路改良工事に伴う発掘調査（湯津上村教育委員会）[2]。

## 墳丘
墳丘の規模は次の通り。
- 墳丘長：推定46.5メートル
- 後円部
  - 直径：22メートル
  - 高さ：4.5メートル
- 前方部
  - 幅：16メートル
  - 高さ：2.2メートル

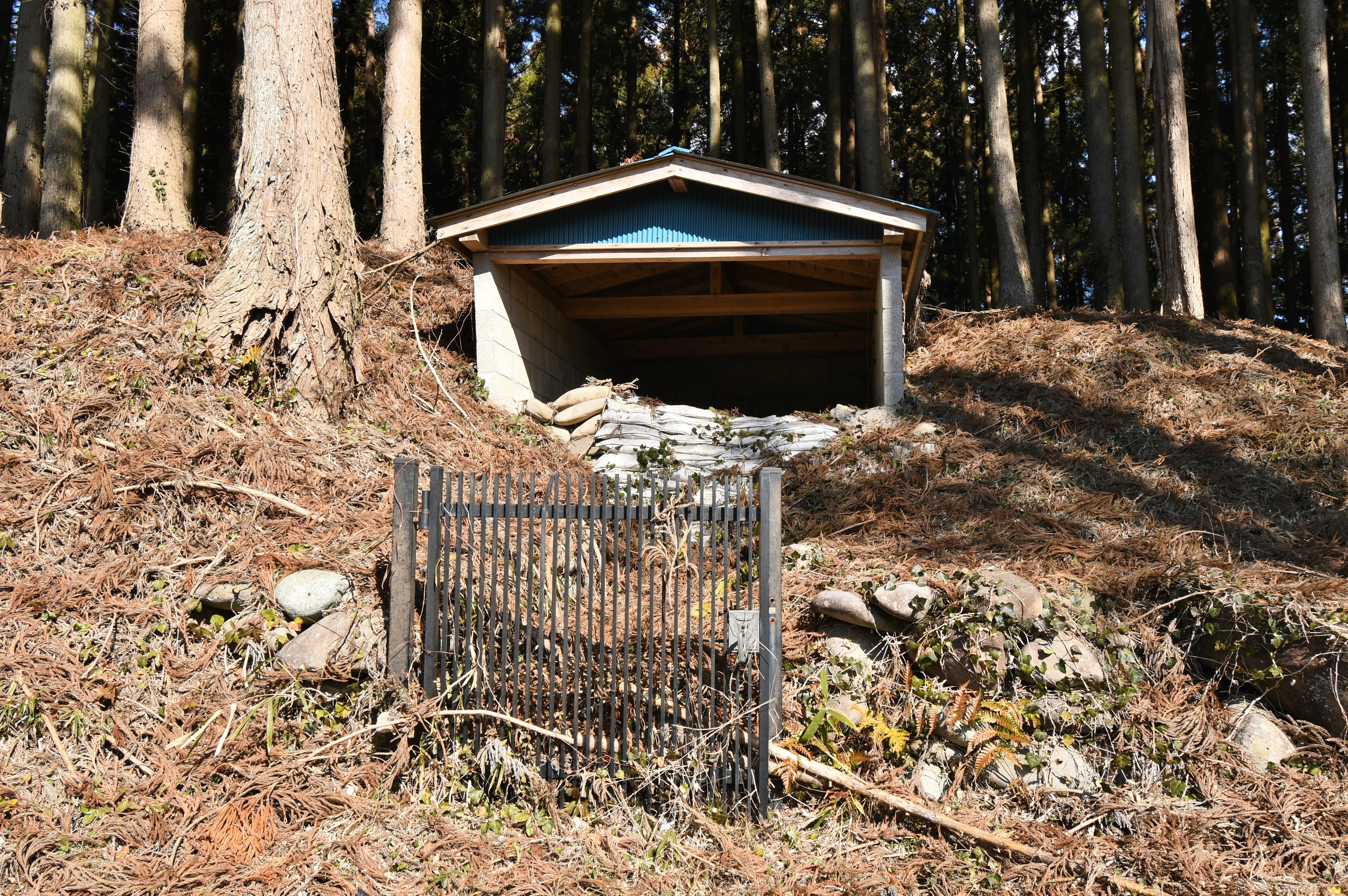
後円部石室
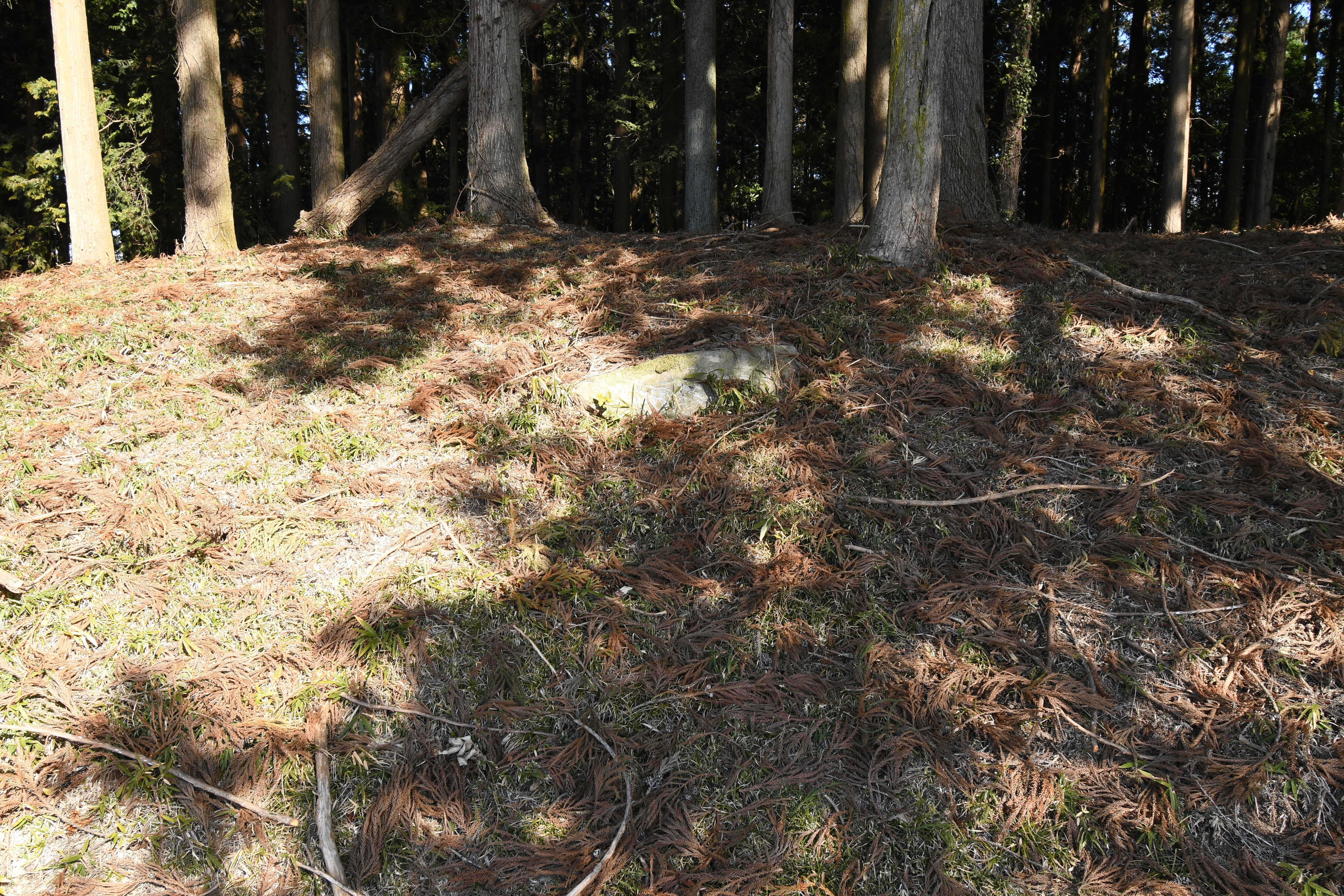
前方部石室
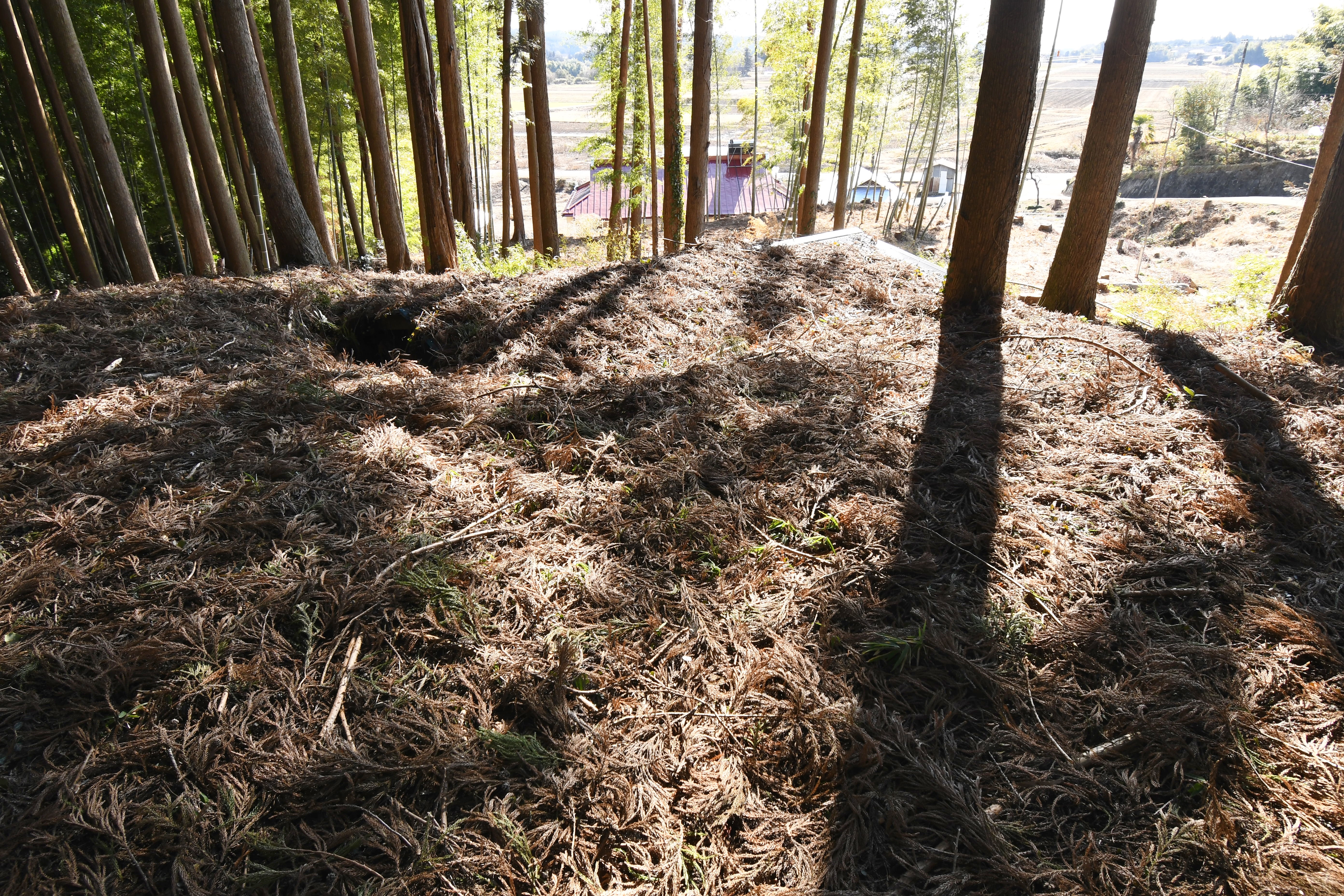
後円部墳頂
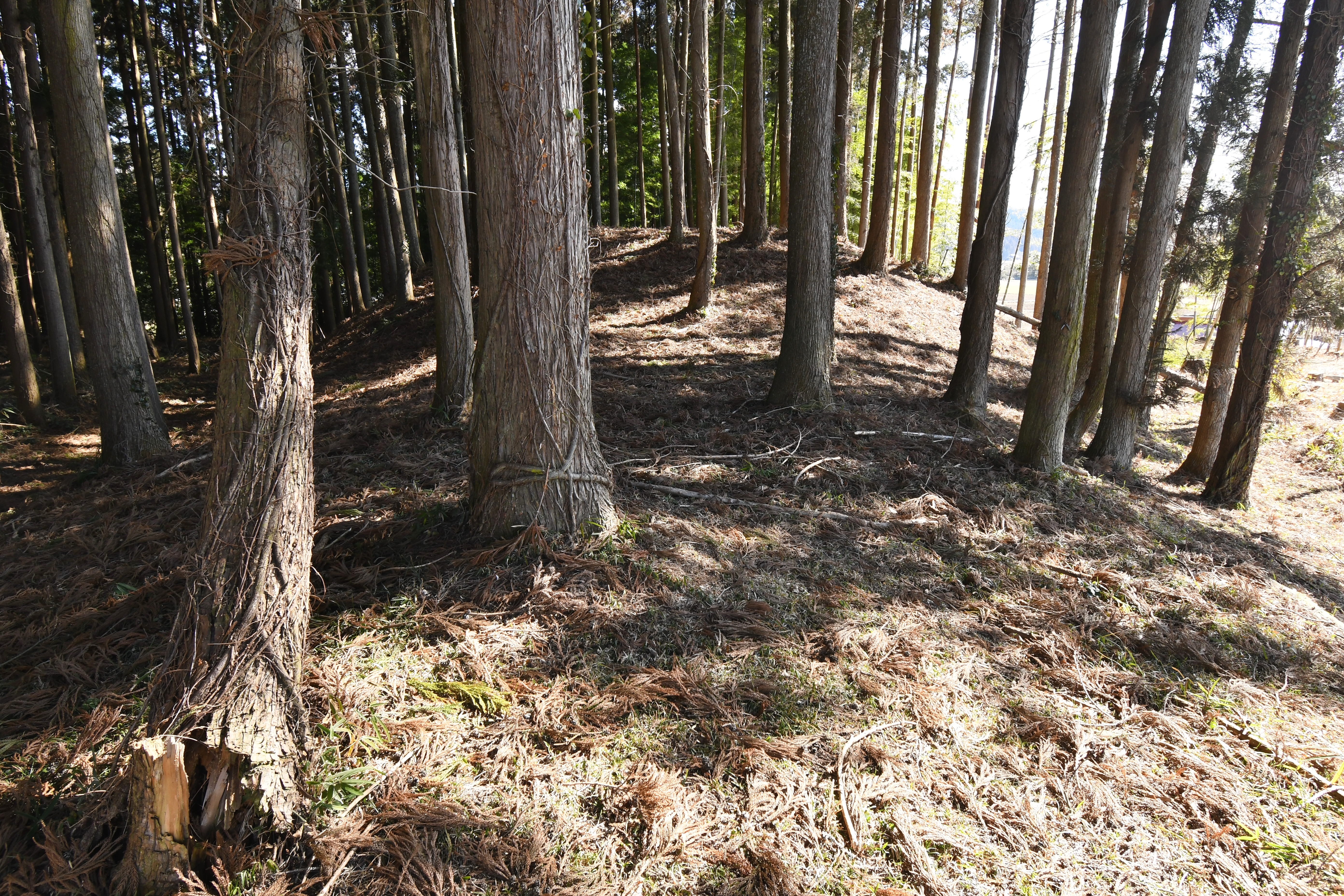
前方部から後円部を望む
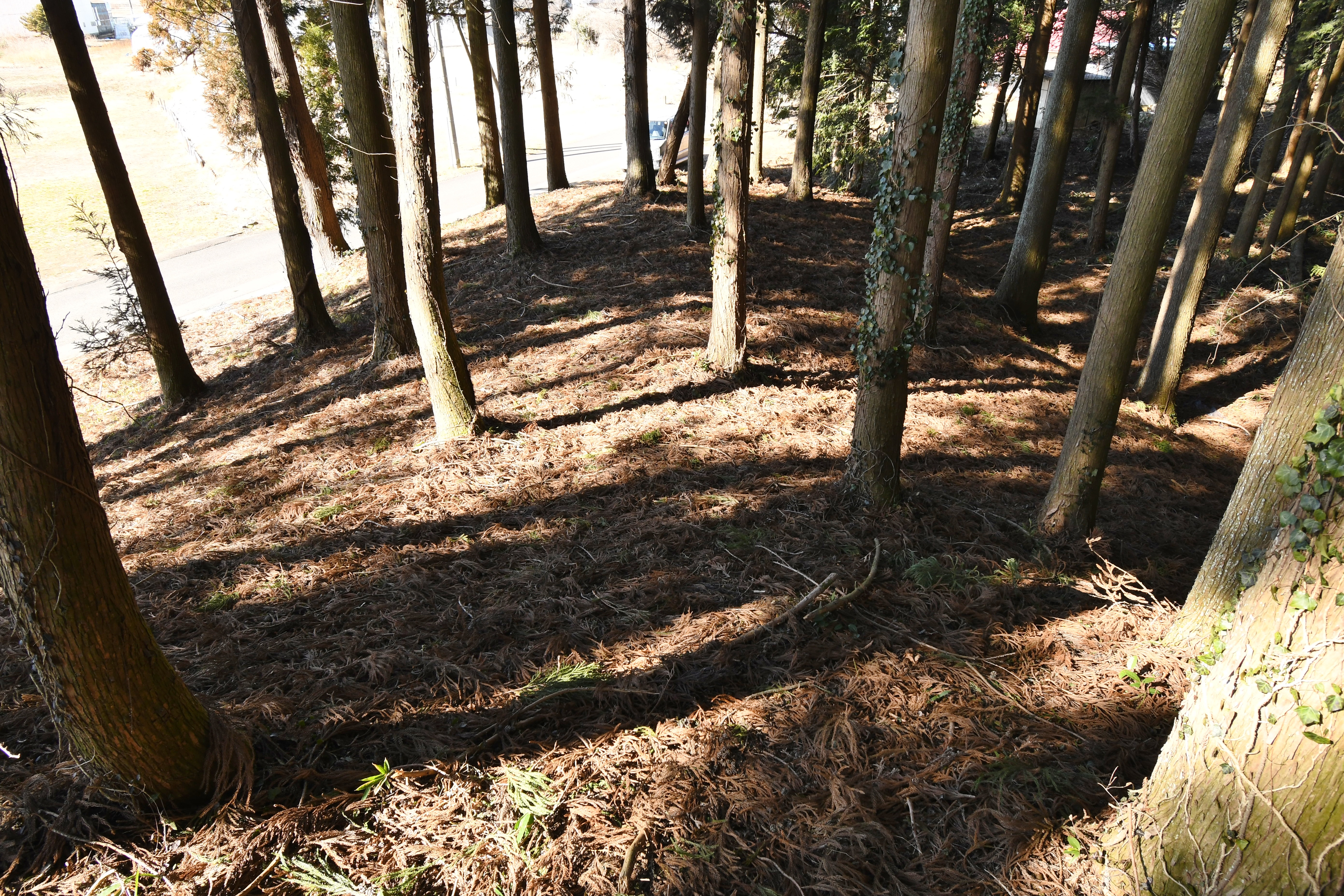
後円部から前方部を望む

## 観音塚古墳
観音塚古墳（かんのんづかこふん）は、栃木県大田原市狭原（せばはら）にある古墳。形状は円墳。小船渡古墳群を構成する古墳の1つ。大田原市指定史跡に指定されている。
二ツ室塚古墳の北約30メートルに築造された大型円墳である。墳形は円形で、直径約40メートル・高さ6メートルを測る。墳丘は2段築成。墳丘外表では埴輪列が認められるほか、墳頂部から鶏形埴輪が出土したという。墳丘周囲には幅約10メートルの周濠が巡らされる。未調査のため、埋葬施設は明らかでない。
この観音塚古墳は、古墳時代後期の6世紀後半頃の築造と推定される。二ツ室塚古墳よりも古い時期に位置づけられ、那珂川対岸にある同様の2段築成の円墳である銭室塚古墳との関連性を指摘する説がある。
古墳域は1966年（昭和41年）に湯津上村指定史跡（現在は大田原市指定史跡）に指定されている。

### 遺跡歴
- 昭和初期、植林の際に墳頂部・下段平坦面で埴輪列の確認[4]。
- 1966年（昭和41年）2月15日、湯津上村指定史跡に指定（現在は大田原市指定史跡）[4]。
- 1986年（昭和61年）、墳丘測量調査（湯津上村文化財愛護協会・宇都宮大学考古学研究会、1990年に報告書刊行）[4]。

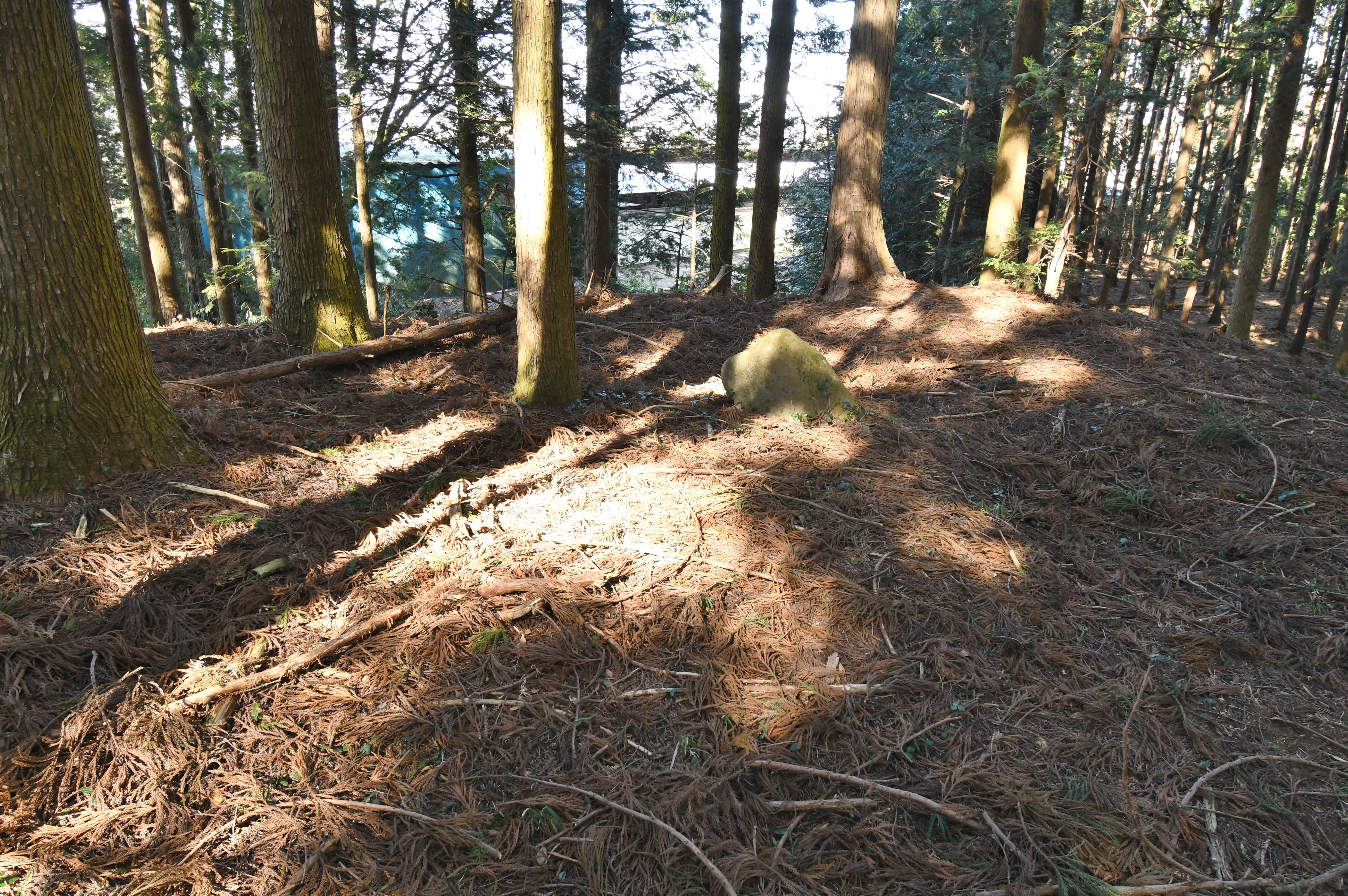
墳頂

## 文化財

### 大田原市指定文化財
- 史跡
  - 二ツ室塚古墳 - 1966年（昭和41年）2月15日指定[2]。
  - 観音塚古墳 - 1966年（昭和41年）2月15日指定[4]。

## 関連文献
（記事執筆に使用していない関連文献）
- 『二ツ室塚発掘調査概報・鳥羽新田遺跡発掘調査概報』栃木県教育委員会、1975年。
- 『観音塚古墳墳丘測量調査報告書（湯津上村埋蔵文化財調査報告 第4集）』湯津上村文化財愛護協会、1990年。